# NGC 2207
NGC 2207 je galaksija u zviježđu Velikom psu.
U srazu je sa spiralnom galaktikom IC 2163. 

## Vanjske poveznice
- SEDS: NGC 2207